# Prochowice
Prochowice, tyska: Parchwitz, är en småstad i sydvästra Polen, belägen i distriktet Powiat legnicki i Nedre Schlesiens vojvodskap, vid floden Kaczawa 15 kilometer nordost om staden Legnica. Tätorten hade 3 655 invånare i juni 2014 och utgör centralort i en stads- och landskommun med totalt 7 534 invånare samma år.

## Sevärdheter

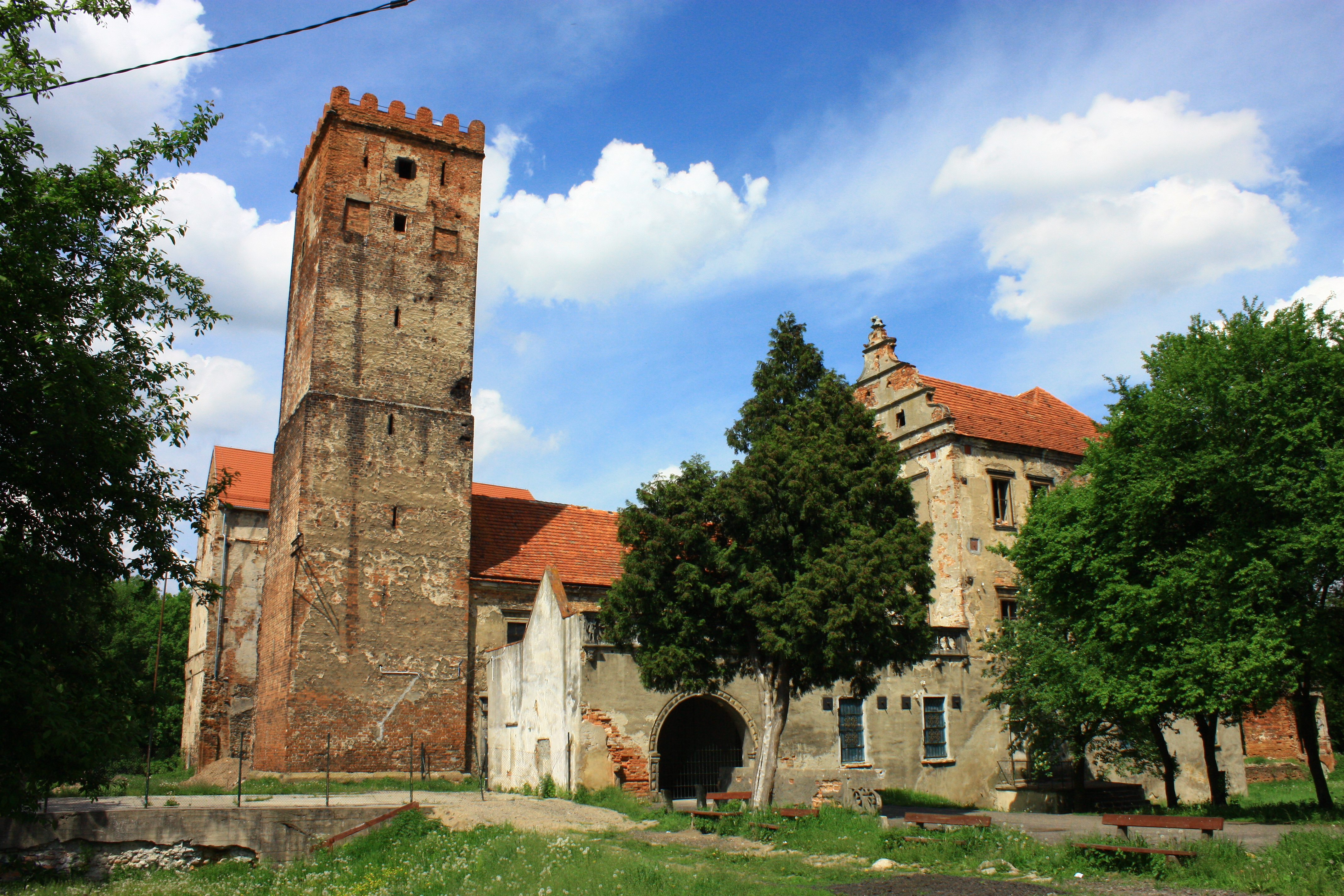
Prochowices slott.

Stadens rådhus står mitt på stora torget och har en karakteristisk takryttare med lökkupol. Rådhuset uppfördes ursprungligen 1642 och fick sitt huvudsakliga nuvarande utseende vid en ombyggnad 1769.
Kvarteren omkring stora torget består huvudsakligen av borgarhus i två våningar från 1700-talet och 1800-talet. Det äldsta huset i staden, vid stora torget, uppfördes 1588.
Prochowices slott uppfördes under 1300-talet, på platsen för en tidigare träborg.

## Kommunikationer
Genom orten löper den nationella landsvägen nr 94 mellan Strzelno och Kraków. I staden börjar även väg nr 36 mot Lubin och Ostrów Wielkopolski.